# 1416 Renauxa
1416 Renauxa eller 1937 EC är en asteroid i huvudbältet som upptäcktes den 4 mars 1937 av den franske astronomen Louis Boyer vid Algerobservatoriet. Den har fått sitt namn efter den franske astronomen P. Renaux.
Asteroiden har en diameter på ungefär 27 kilometer och den tillhör asteroidgruppen Eos.